# Apus acuticauda
Apus acuticauda là một loài chim trong họ Apodidae.